# Schutztruppe

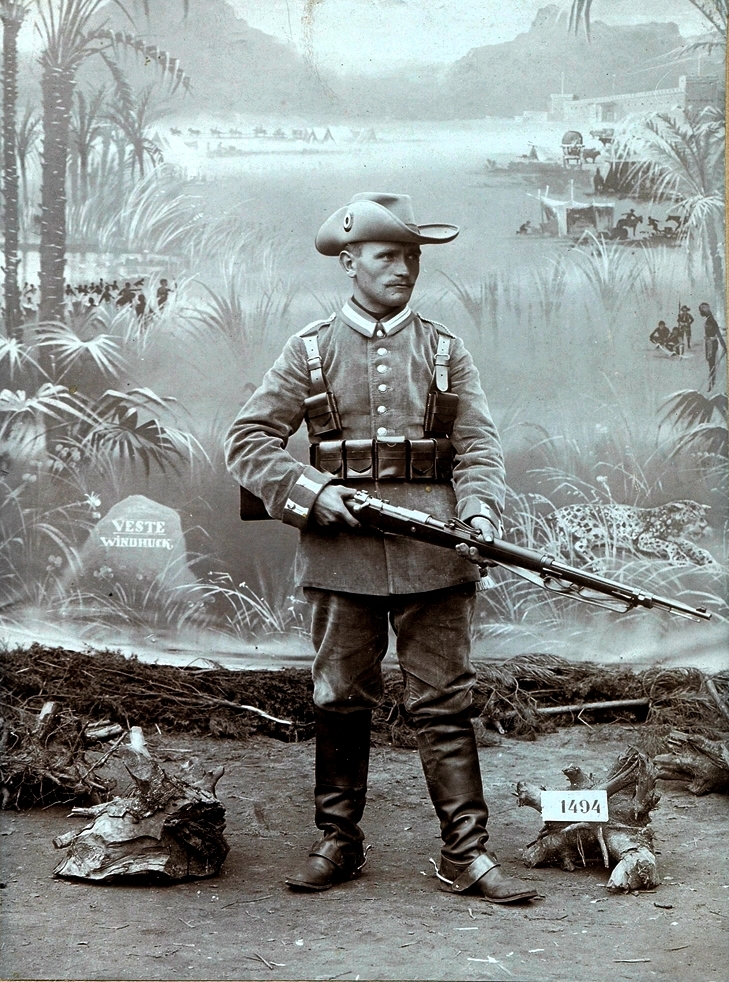
Żołnierz Schutztruppe z charakterystycznym kapeluszem "Schutztruppenhut"

Schutztruppe (niem. Schutz 'ochrona,'; Trupp 'oddział', lm. Truppen) – niemieckie oddziały kolonialne stacjonujące wyłącznie w koloniach afrykańskich między 1891 a 1918 rokiem. Oddziały Schutztruppe zostały oficjalnie rozwiązane w październiku 1919 roku.
W 1914 roku istniały trzy obwody:
- Niemiecka Afryka Wschodnia – 14 kompanii, 410 Niemców i 2600 tubylców tzw. Askari. Dowódcą tych oddziałów był Paul von Lettow-Vorbeck. Oddziały te były ostatnimi walczącymi oddziałami niemieckimi w czasie I wojny światowej.
- Niemiecka Afryka Południowo-Zachodnia – 10 kompanii, 1900 żołnierzy, prawie wyłącznie Niemcy oraz Burowie i Austriacy.
- Kamerun Niemiecki – 11 kompanii, 185 Niemców i 1500 tubylców.

## Schutztruppe w I wojnie światowej

### Niemiecka Afryka Wschodnia

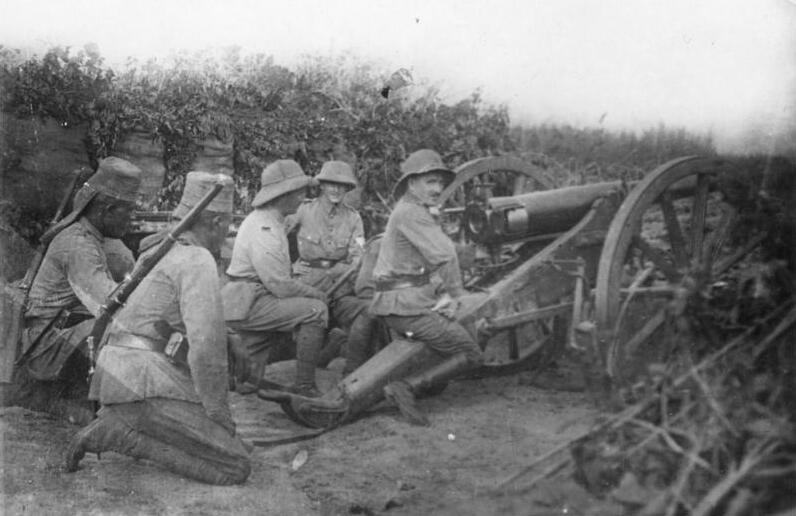
Żołnierze Schutztruppe wraz z Askarysami podczas walk w Niemieckiej Afryce Wschodniej

Brytyjczycy w listopadzie 1914 roku rozpoczęli działania atakiem na północnym wschodzie kolonii, który przyniósł im porażki w Tanga, w Longido na Kilimandżaro i Jassini, na wybrzeżu. Potem wojna ograniczyła się do większej liczby potyczek granicznych. Przed połączonym atakiem Brytyjczyków z Kenii i Rodezji i Belgów z Konga, Schutztruppe przeniosła się na południe kolonii. Niemcy pozostali do listopada 1917 roku w stale kurczącym się obszarze na południowym wschodzie kolonii. Po ciężkich stratach, dowódca Paul von Lettow-Vorbeck, pozostawił rannych i przeniósł się na terytorium Portugalii w Mozambiku z niewielką siłą prawie 1900 żołnierzy. Ponownie był ścigany przez jednostki brytyjskie, ale mógł kilkakrotnie odświeżyć zaopatrzenie i uniknąć zdecydowanej walki z silniejszymi przeciwnikami.
28 września 1918 roku jeszcze około 1500 żołnierzy Schutztruppe przeniosło się z Mozambiku z powrotem na terytorium niemieckiej kolonii i pomaszerowało w kierunku brytyjskiej kolonii Rodezji Północnej. 1 listopada 1918 roku Schutztruppe przeniosła się do Rodezji Północnej, gdzie 13 listopada 1918 roku przez pojmanego motocyklistę wojsk brytyjskich, który miał przy sobie dyspozycję zawieszenia broni w Europie dla dowódcy naczelnego brytyjskich wojsk kolonialnych, dowiedziała się o zakończeniu wojny. Nastąpiły negocjacje między niemieckim a brytyjskim dowódcą naczelnym w Afryce Wschodniej, a 25 listopada 1918 roku wciąż licząca 1300 osób Schutztruppe złożyła broń w Abercorn na południe od jeziora Tanganika. 

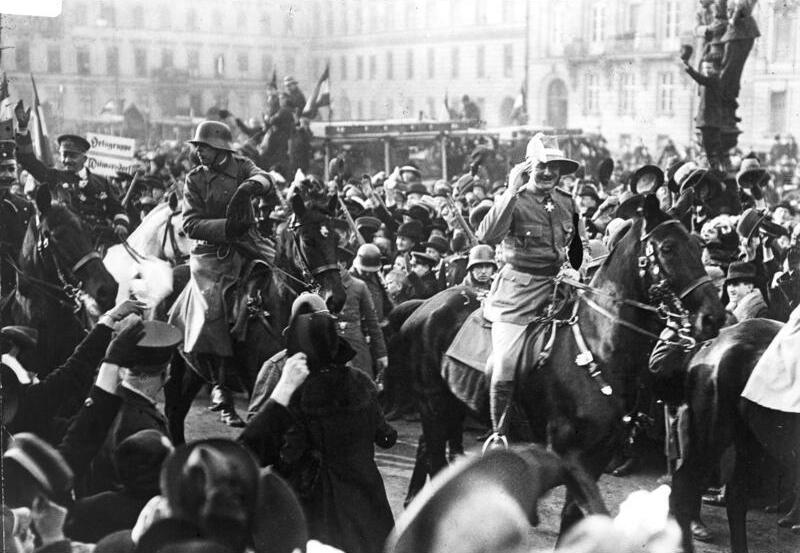
Żołnierze Schutztruppe z Niemieckiej Afryki Wschodniej, owacyjnie powitani w Berlinie

Oddziały Schutztruppe w Niemieckiej Afryce Wschodniej były jedynymi niemieckimi oddziałami w posiadłościach zamorskich, które nie zostały pokonane. W styczniu 1919 roku niemieccy żołnierze zostali odesłani z powrotem do Europy, gdzie 2 marca 1919 roku, owacyjnie powitano ich w Berlinie.

### Niemiecka Afryka Południowo-Zachodnia

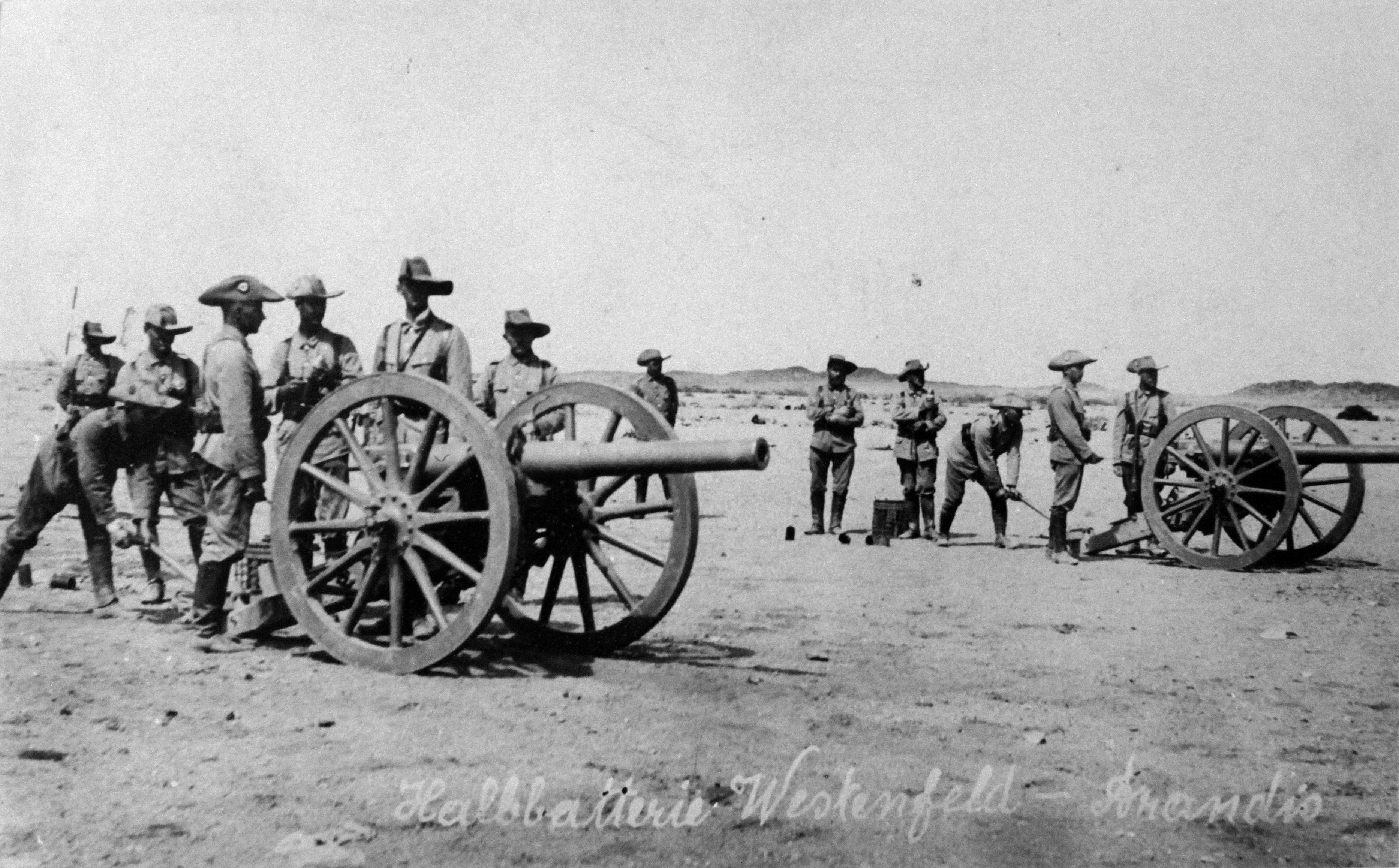
Artyleria Schutztruppe podczas walk w Niemieckiej Afryce Południowo-Zachodniej

Wiadomość o wybuchu pierwszej wojny światowej dotarła do West 2 sierpnia 1914 roku za pośrednictwem łącza radiowego dużej stacji radiowej w Windhoek. Ewakuowano 50-kilometrowy pas wzdłuż granicy z Związkiem Południowej Afryki. Strona niemiecka zajęła należącą do ZPA eksklawę Walvis Bay. Pierwsze starcia z wojskami południowoafrykańskimi miały miejsce 13 września 1914 roku w okolicach posterunków policji w Nakop i Ramansdrift. 19 września około 2000 żołnierzy południowoafrykańskich zajęło Lüderitz. Dzień później wojska brytyjskie i ZPA przeszły rzekę Oranje, ale zostały odparte w bitwie pod Sandfontein. 
19 października 1914 roku żołnierze portugalscy zastrzelili niemieckiego oficera, Hansa Schultze-Jena i jego towarzyszy w Forcie Naulila. Schultze-Jena próbował skontaktować się z władzami portugalskimi w celu uzyskania zaopatrzenia i wiadomości. W rezultacie tego Niemcy wysłali ekspedycję karną do Portugalskiej Afryki Zachodniej. Portugalskie forty Cuangar, Impalila i Naulila oraz inne stacje wojskowe w prowincji Cuando Cubango zostały zaatakowane i zniszczone przez jednostki niemieckie.
Niemiecki dowódca Joachim von Heydebreck zginął 12 listopada 1914 roku podczas eksplozji. W dniu 25 grudnia 1914 roku Walvis Bay musiało zostać opuszczony z powodu ataków wojsk ZPA. W marcu 1915 roku wojska południowoafrykańskie przemaszerowały z Walvis Bay w kierunku Keetmanshoop, które wpadło w ich ręce 19 kwietnia. Na południu Schutztruppe musiała ustąpić miejsca przytłaczającej potędze wroga i wycofała się na północ. Gubernator Theodor Seitz przeniósł swoją siedzibę z Windhoek do Grootfontein na początku maja. Schutztruppe była o wiele słabsza od wojsk ZPA. 
Chociaż liczebność Schutztruppe została zwiększona do 5000 ludzi musiała ona stawić czoła 43000 żołnierzom ZPA. Niemcy mieli dwa dwupłatowce oraz pięć samochodów, podczas gdy wojska ZPA mogły użyć sześciu samolotów wojskowych i ponad 2000 pojazdów. Po tym, jak wojska ZPA coraz bardziej odepchnęły niemieckich obrońców na północ, w dniu 21 maja 1915 roku gubernator Seitz, zaproponował na próżno południowoafrykańskiemu generałowi Botha zawieszenie broni. 1 lipca Niemcy ponieśli ostatnią i ostateczną porażkę w bitwie pod Otavi, na zachód od Grootfontein. 9 lipca 1915 roku gubernator Seitz i podpułkownik Victor Franke podpisali kapitulację.
Aktywna część Schutztruppe została internowana w obozie niedaleko Aus, rezerwiści mogli wrócić do Niemiec. Administracja niemieckiej kolonii została przejęta przez południowoafrykańskie wojsko.

### Kamerun

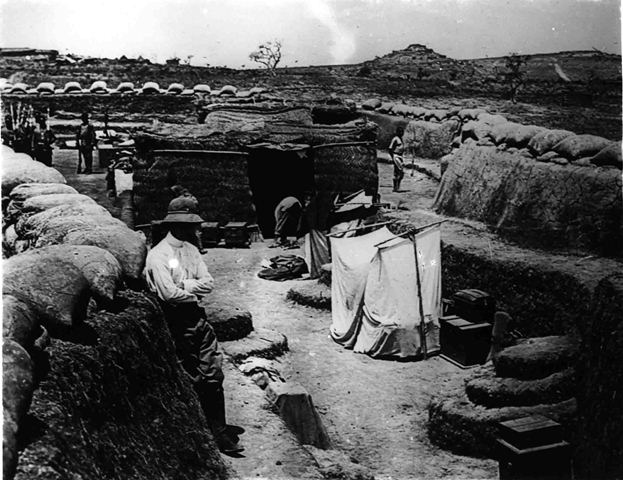
Okopy niemieckie podczas walk w Kamerunie

Stolica Jaunde została zajęta przez wojska brytyjskie w 1914 roku. Pod dowództwem Carla Zimmermanna w górzystym centrum Kamerunu Schutztruppe, która była słabsza pod względem liczby i materiału (głównie z powodu braku amunicji), była w stanie przeciwstawić się brytyjskim, belgijskim i francuskim oddziałom kolonialnym przez kolejne dwa lata. Większość żołnierzy tj. około 550 Niemców i około 5000 żołnierzy afrykańskich oraz cywilów przeszła na początku lutego 1916 roku granicę do sąsiedniego obszaru hiszpańskiego Rio Muni i została internowana na Fernando Póo lub w Hiszpanii. 20 lutego 1916 roku ostatni garnizon w Mora (północny Kamerun) pod dowództwem kapitana Ernsta von Rabena poddał się brytyjskiej armii kolonialnej.